# Syngonium schottianum
Syngonium schottianum är en kallaväxtart som beskrevs av Hermann Wendland och Heinrich Wilhelm Schott. Syngonium schottianum ingår i släktet Syngonium och familjen kallaväxter. Inga underarter finns listade.